# Ur dödlig synvinkel
Ur dödlig synvinkel (originaltitel: For Your Eyes Only) från 1981 är den 12:e filmen om den hemlige MI6-agenten James Bond producerad av EON Productions. Filmen var den femte med Roger Moore i huvudrollen och den första Bondfilmen som regisserades av John Glen, som skulle komma att regissera fyra till. Handlingen utspelar sig i bland annat Schweiz och Grekland och kretsar kring missilstyrningssystemet ATAC som söks av flera av världens underrättelsetjänster.
Filmens stil ligger närmare 1960-talets Bond, främst Agent 007 ser rött (1963) och I hennes majestäts hemliga tjänst (1969), med stor fokus på intrig och rollfigurer snarare än de närmaste föregångarnas fokus på stora kulisser, som i Moonraker (1979) och Älskade spion (1977). Tillbakagången till en hårdare Bond var en medveten strategi från producenten Albert R. Broccoli och Michael G. Wilson, som ville fjärma sig från formeln som etablerades i Goldfinger och mötte sin höjdpunkt i succéfilmen Moonraker och istället gå tillbaka till Flemings Bond.
Handlingen väver samman element från två av Ian Flemings berättelser ur novellsamlingen Ur dödlig synvinkel: hämndhistorien från novellen M:s privata hämnd och rivaliteten mellan de två smugglarna från Den riskiga affären. Dessutom figurerar en sekvens som är inspirerad av romanen Leva och låta dö som inte fick plats i filmen med samma namn, en scen från boken Goldfinger och en scen som hänvisar till I hennes majestäts hemliga tjänst. Ur dödlig synvinkel är därmed den första Bondfilmen som inte har namngetts efter en av Flemings romaner utan från en novell.
Filmen hade världspremiär 24 juni 1981 och fick blandad kritik. Den drog dock in 195,3 miljoner USA dollar internationellt.
Titelmelodin som sjöngs av Sheena Easton och skrevs av Bill Conti med text av Michael Leeson blev nominerad till en Oscar.

## Titeln

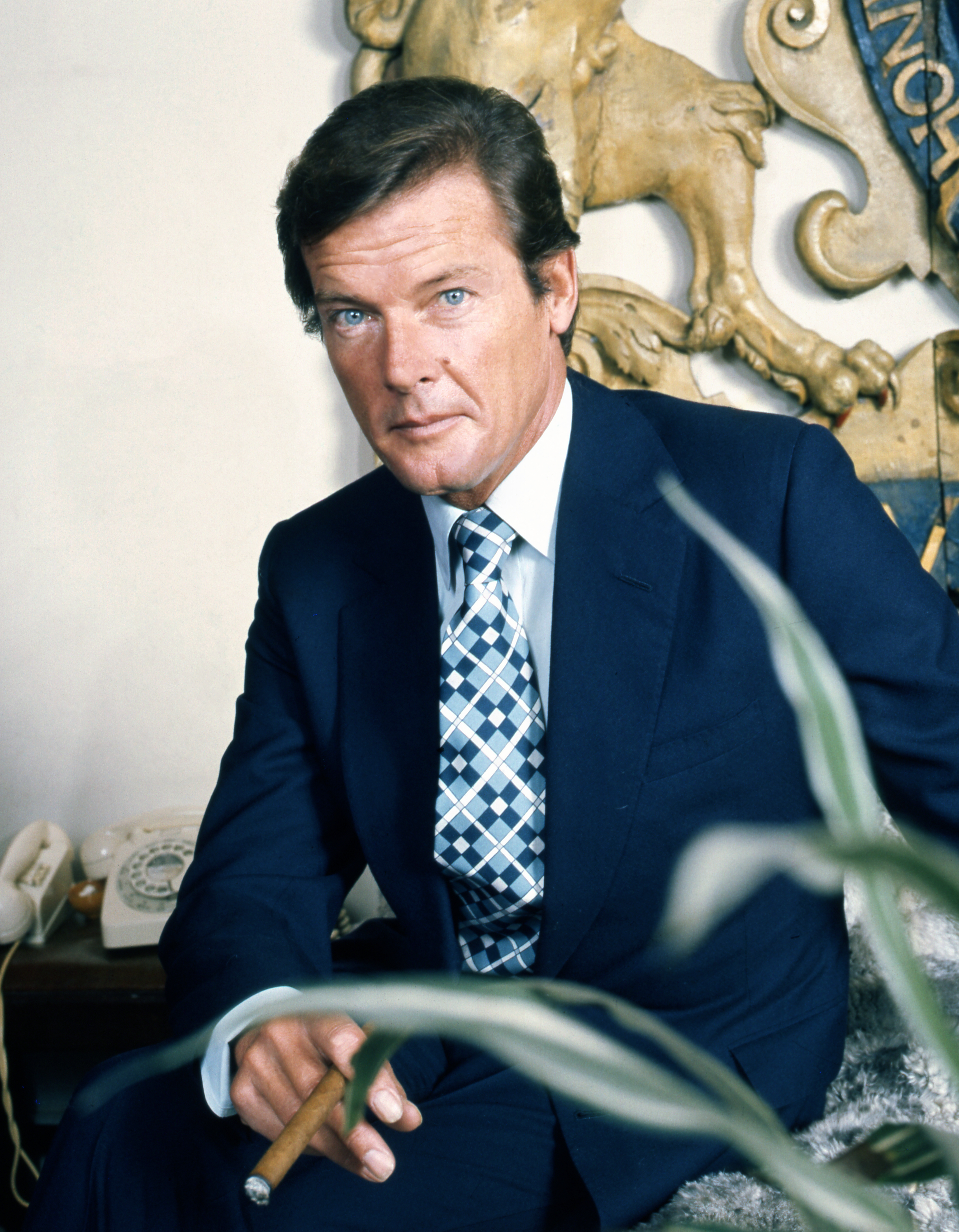
Roger Moore spelade James Bond.

Den svenska titeln Ur dödlig synvinkel är tagen från Ian Flemings novellsamling Ur dödlig synvinkel, som är uppkallad efter titeln på en av novellerna (i original From a View to a Kill). Den engelska originaltiteln på samlingen är dock For Your Eyes Only, som är titeln på en annan av novellerna. När filmen kom, måste det svenska filmbolaget ha missat sammanhanget totalt, och valde den svenska titeln på novellsamlingen. Det blev aldrig uppmärksammat i tid för a hinna ändra på något, och det blev sedan bara en tidsfråga om novellen From a view to a kill skulle komma att filmatiseras, och inte kunna få sin rätta svenska titel. Det skedde 1985, och den filmen fick i stället titeln Levande måltavla.

## Handling

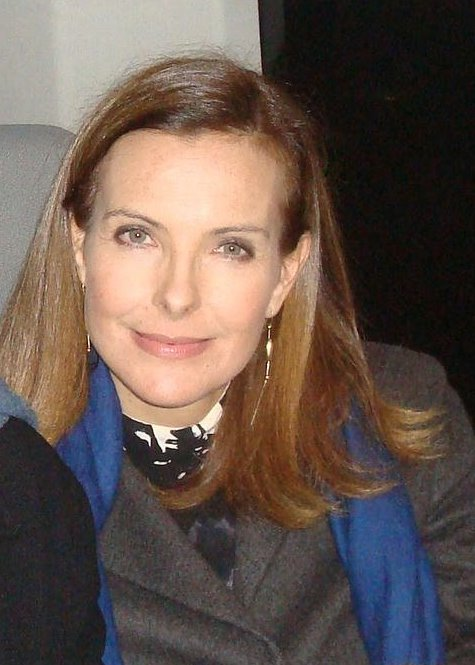
Carole Bouquet spelade Melina Havelock.

Före förtexterna besöker Bond sin frus grav, men blir hämtad av en helikopter på grund av ett nödläge. Under färden dödas piloten, av Ernst Stavro Blofeld (hans namn nämns dock inte av rättighetsskäl). Blofeld styr helikoptern mot en säker död för Bond, men han lyckas fly och ta kontrollen över helikoptern. Därefter jagar han reda på Blofeld, fångar honom och släpper ner honom i en fabriksskorsten.
Filmen fokuserar sedan på trålaren St Georges i Joniska havet utanför Albanien, som egentligen är ett brittiskt spionskepp utrustat med kodmaskinen ATAC (Automatic Targeting and Attack Communicator), som används av brittiska flottan för att koordinera sina ubåtar. Trålaren sänks dock när fisknäten råkar fånga en gammal mina, som sprängs mot skrovet. MI6 skickar marinarkeologen Sir Timothy Havelock (Jack Hedley) till Joniska havet för att ta reda på St Georges och ATAC-maskinen. Innan han lyckas dödas han av den kubanske lönnmördaren Hector Gonzales (Stephen Kalipha). Havelocks dotter, Melina (Carole Bouquet), överlever dock och svär att hämnas.
Den brittiske försvarsministern och MI6:s stabschef kallar till sig James Bond (Roger Moore) för att ge honom i uppdrag att återta ATAC innan någon annan stat kan lägga händerna på den, eftersom ATAC skulle kunna göra Storbritanniens försvar värdelöst och till och med vända deras flotta emot västvärlden. Han skickas till Spanien för att ta reda på vem som lejde Gonzales. När Bond bevakar Gonzales och ser honom få betalt av en man, blir han tillfångatagen av Gonzales män. Gonzales dödas dock av en pil från Melinas armborst, vilket gör att Bond kan fly. Eftersom hans Lotus Esprit blir förstörd, tvingas Bond och Melina använda hennes Citroën 2CV. Den är långsammare än de Peugeoter som Gonzales män använder, men med hjälp av listiga manövrar lyckas Bond och Melina komma undan.
Efter att ha identifierat mannen som betalade Gonzales som Emile Leopold Locque (Michael Gothard), åker Bond till Cortina d'Ampezzo, en stad i norra Italienska Dolomiterna, där MI6-kontakten Luigi Ferrara för samman honom med den grekiske affärsmannen Aris Kristatos (Julian Glover). Kristatos menar att Locque är anställd av den grekiske smugglaren Milos Columbo (Topol). Samtidigt försöker Kristatos 15-åriga konståkerske-protegé Bibi Dahl (Lynn-Holly Johnson) att förföra Bond, men han avstyr det hela. Dahl har också siktet inställt på den östtyske skidskytten Erich Kriegler (John Wyman), som under ett lopp försöker att döda Bond, först med sitt gevär och därefter genom att jaga Bond genom hela skidanläggningen. Han misslyckas men Bond får bekräftat att Locque hör till Columbos gäng. Bond anfalls igen när han säger hej då till Bibi Dahl innan han ska resa till Grekland, men lyckas komma undan. Ferrara dödas, och återigen får Bond bekräftat att Columbo ligger bakom.

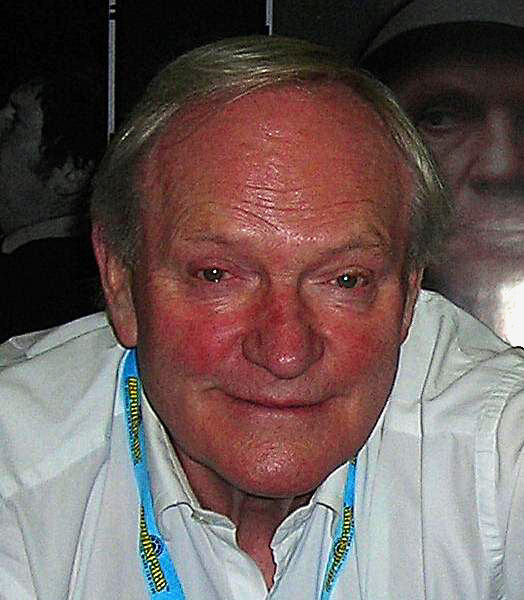
Julian Glover spelade Kristatos.

Bond följer spåren efter Columbo till Korfu, där även Kristatos befinner sig. De spionerar på Columbo och hans österrikiska älskarinna grevinnan Lisl von Schlaf (Cassandra Harris) under en middag på hans restaurang. I hemlighet avlyssnar Columbo Bond och Kristatos och får reda på att Kristatos menar att Bond kanske måste döda Columbo. Bond förför grevinnan för att få reda på mer om Columbo, men hon visar sig vara från Liverpool, och vara skickad av Columbo för att få reda på mer om Bond. Morgonen därefter överfalls Lisl och Bond av Locque och hans medhjälpare. De kör över Lisl med en sandloppa, men innan de hinner döda Bond räddas han av män som är utsända av Columbo.
Columbo berättar att Locque egentligen är utsänd av Kristatos, och att allt denne sagt om Columbo egentligen beskriver honom själv. Kristatos är lejd av KGB och är ute efter ATAC. För att bevisa det för Columbo Bond till Kristatos opiumlager i Albanien. De hittar Locque, spränger heroinet, och efter en lång jakt dödar Bond Locque.
Bond och Melina lyckas leta reda på vraket efter St Georges och dyker ner. De anfalls flera gånger under vattnet, men lyckas fly undan med ATAC. Väl uppe på ytan igen, inser de att Kristatos har tagit över deras båt. Han tar ATAC och kölhalar dem men de lyckas åter fly så att Kristatos tror att de har dött. Kristatos försvinner och Bond och Melina har inga spår - förrän Melinas papas papegoja Max utropar Atac till St Cyrils. Det finns hundratals St Cyrils i Grekland, men Columbo vet vilket Kristatos befinner sig på.
St Cyrils visar sig vara en hög klippa där Kristatos väntar på att KGB-chefen General Gogol ska komma och hämta ATAC. Bond klättrar upp med ett gäng av Columbos män. De anfaller, Columbo konfronterar Kristatos och Bond dödar Kriegler, men när Melina försöker döda Kristatos ställer sig Bond i vägen. Kristatos försöker då att döda dem med en kniv, men Columbo räddar dem. När Gogol väl kommer med helikoptern, kastar Bond ATAC ner för klippan med orden "Det är détente, kamrat. Ni har den inte. Jag har den inte." vilket får ett godkännande skratt från Gogol.
Senare tillbringar Bond en romantisk semester med Melina på hennes fars yacht. Q lyckas koppla Bonds klocka så att premiärminister Thatcher personligen kan tacka Bond, men då har Bond gett klockan till papegojan Max medan han och Melina tar ett midnattsdopp.

## Rollista
| Roger Moore        | – James Bond                    |
| Carole Bouquet     | – Melina Havelock               |
| Julian Glover      | – Aristotle Kristatos           |
| Chaim Topol        | – Milos Columbo                 |
| Lynn-Holly Johnson | – Bibi Dahl                     |
| Lois Maxwell       | – Miss Moneypenny               |
| Desmond Llewelyn   | – Q                             |
| James Villiers     | – Stabschefen Bill Tanner       |
| Cassandra Harris   | – Grevinnan Lisl von Schlaf     |
| Jill Bennett       | – Jacoba Brink                  |
| Michael Gothard    | – Emile Leopold Locque          |
| John Wyman         | – Erich Kriegler                |
| Walter Gotell      | – General Anatol Gogol          |
| Jack Hedley        | – Sir Timothy Havelock          |
| Geoffrey Keen      | – Försvarsminister Fredrik Gray |

Dessutom medverkade John Moreno som Luigi Ferrara, Jack Klaff som Apostis, Stefan Kalipha som Hector Gonzales, Janet Brown som premiärminister Margaret Thatcher, och John Hollis/Robert Rietty (ej angivna i eftertexterna) som Ernst Stavro Blofeld.
En av Locques hejdukar, Claus, spelas av Charles Dance, som senare kom att spela Bond-författaren Ian Fleming i filmen Goldeneye (dock inte Bondfilmen Goldeneye). 
Stuntmannen Bob Simmons, som spelade Bond i pistolpipe-sekvensen i de första tre filmerna och S.P.E.C.T.R.E.-agenten överste Bouvar i Åskbollen gör här ett kort inhopp som den av Gonzales medhjälpare som dör när Bonds Lotus Esprit exploderar.
Skådespelaren Bernard Lee dog i januari 1981, innan han kunde spela in sina scener som M, Bonds chef, såsom han gjort i de tidigare elva James Bond-filmerna. Av respekt för Lee ersatte man inte honom med en annan skådespelare, utan ändrade manuset så att rollfiguren sades vara på semester, medan hans stabschef, en rollfigur som figurerar i böckerna och är en av Bonds vänner, men bara finns med i en tidigare Bondfilm, tar över rollen som tillförordnad chef för MI6. Det här är den enda filmen där M inte medverkar. I nästa film hade dock Lee fått en ersättare i Robert Brown.
En av bikinitjejerna vid Gonzales pool var den transsexuella fotomodellen Caroline Cossey (alias Tula) som har Klinefelters syndrom. Trots att hennes framträdande är ganska litet, skapades stora rubriker i skandalpressen. Hon publicerade snart därefter sin självbiografi, I Am a Woman.

## Produktion

### Förproduktion
I eftertexterna till Älskade spion (1977) stod att nästa Bond-film skulle bli Ur dödlig synvinkel. Efter framgångarna med science fiction-filmen Stjärnornas krig (1977) valdes därför istället romanen Moonraker som hade rymdtema och arbetet med Ur dödlig synvinkel sköts upp. Moonraker blev en succé med samlade intäkter på 210 miljoner dollar. Ändå beslutade producenten Albert R. Broccoli att ersätta såväl manusförfattaren Christopher Wood, regissören Lewis Gilbert och stil.
Broccoli anställde åter Richard Maibaum som skrivit åtta av de tidigare Bondfilmerna (alla utom Man lever bara två gånger, Leva och låta dö och Moonraker). Maibaum vände sig i sin tur till Broccolis svärson Michael G. Wilson, som varit inblandad i flera Bond-produktioner, för att samarbeta om manuset. Det samarbetet skulle fortsätta fram till 1989 års Tid för hämnd. Som grundmaterial valdes framför allt två av Ian Flemings noveller från samlingen Ur dödlig synvinkel som vävdes samman genom att förändra en del av detaljerna. Till exempel flyttades Den riskiga affären från Italien medan M:s privata hämnd flyttades från Kuba, båda till Grekland. (Ingen av Flemings böcker utspelas i Grekland, men 1968 gav Kingsley Amis ut en officiell Bondbok, Överste Sun som äger rum i den grekiska skärgården.)
Scenen där spionskeppet St Georges sjunker bygger på en verklig händelse från 11 april 1968 när en sovjetisk ubåt sänktes i Stilla havet. Sjuttio personer dog. Den amerikanska flottan hittade vraket med hjälp av Glomar Explorer. Det hela bekostades av Howard Hughes. Hughes blev redan 1971 förebilden för rollfiguren Willard Whyte i filmen Diamantfeber.
Ur dödlig synvinkel innebar en förändring också på regissörsstolen. John Glen som tidigare varit filmklippare blev befordrad till regissör, och blev så framgångsrik att han fick fortsätta så under hela 1980-talet. Den tidigare regissören Lewis Gilberts stil med stora arenor och prylar från de senaste två filmerna ersattes därmed med en hårdare stil, mer fokus på intriger, spänning och rollfigurer, något som kan sägas gå tillbaka till de första Bondfilmerna från början av 1960-talet.

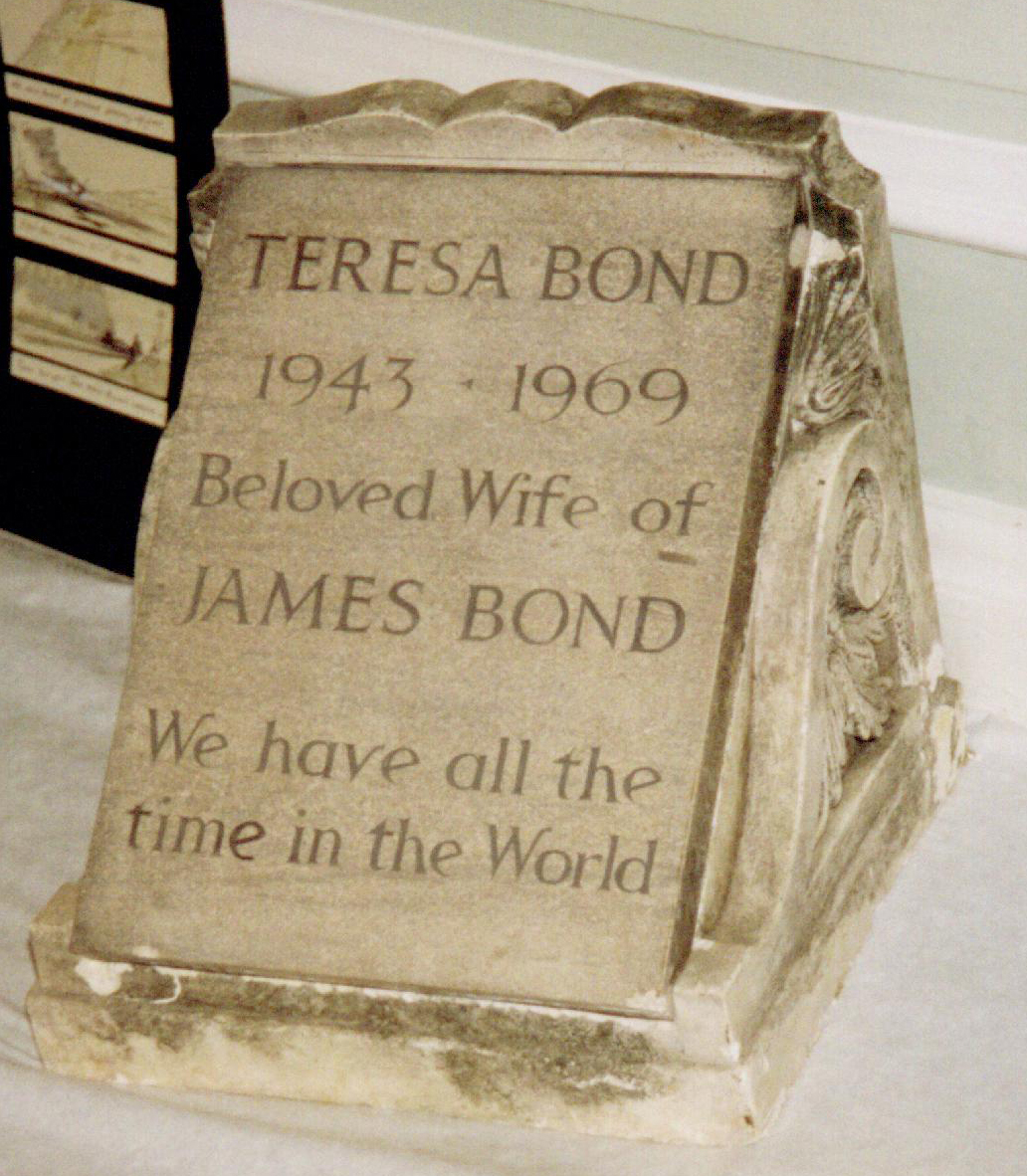
Gravstenen som Bond besöker i början av filmen, här visad på en mässa 1992.

Inför filminspelningen var det oklart ifall Roger Moore skulle fortsätta i rollen som James Bond. Med minnen från hur publiken mottog övergången mellan Sean Connery och George Lazenby 1969, förberedde producenterna en scen som skulle introducera den nye skådespelaren med flera element från tidigare Bondfilmer som en naturlig knutpunkt. Bland de skådespelare som nämnts som påtänkta fanns Lewis Collins (från De professionella), Michael Billington (som tidigare varit med i Älskade spion) och Ian Ogilvy (som efterträdde Moore i rollen som Helgonet på TV). Andra som var påtänkta som Bond var James Brolin, Lambert Wilson och Timothy Dalton, samt Mel Gibson som tackade nej till rollen. Till slut lyckades dock EON Productions övertyga Moore att återkomma som Bond. Introduktionen behölls ändå.
Den franska fotomodellen Carole Bouquet besökte inspelningen av Moonraker vilket gjorde att producenten Broccoli och regissören John Glen (då klippare) mindes henne inför rollen som Melina Havelock. Tidiga versioner av manuset innehöll en betydligt frostigare relation mellan Bond och Melina, eftersom Melina vägrade ha sex med Bond tills hon fått sin hämnd.
De två största manliga rollerna förutom Bond gick till två prisbelönta teaterskådespelare. Rollen som den sympatiske Columbo gavs till den israeliske skådespelaren Topol, som blivit Oscarsnominerad för rollen som Tevje i filmen Spelman på taket (1971) efter att ha spelat rollen på scener i både USA och England, medan rollen som den förrädiske Kristatos spelades av Julian Glover, som senare fick teaterpriset Laurence Olivier Award.

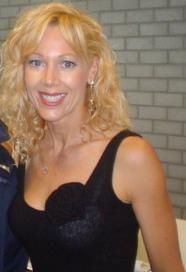
Lynn-Holly Johnson spelade Bibi Dahl.

Rollen som Bibi Dahl (ett namn som låter som "Baby doll") gick till skridskoåkerskan Lynn-Holly Johnson som hade imponerat på Broccoli i filmen Ice Castles (1978). Skådespelerskan Cassandra Harris som spelar Columbos flickvän, Lisl, var gift med Pierce Brosnan, som senare skulle komma att spela James Bond.
Enligt John Glen övervägde man att låta rollfiguren Hajen från de senaste två Bondfilmerna återkomma. Slutligen beslutade man att filmens ton inte riktigt passade ihop med Hajen,
En av statisterna i filmen, kvinnan i blomsteraffären, fick sin roll i en tävling som herrtidningen Playboy Magazine anordnade 1980. Vinnaren, Robbin Young, fick förutom en statistroll också vika ut sig i tidningen.
Till skillnad från flera andra av de tidigare Bond-filmerna var det inte Ken Adam som låg bakom scenografi. Adam jobbade på en filmatisering av Pennies from heaven. Peter Lamont ligger bakom scenografin, och han skulle återkomma som scenograf även framdeles.

### Filminspelningen
Inspelningen gjordes på flera platser, främst i Grekland, såsom Meteora, Korfu, och Achilleion. Man övervägde också att spela in på Akropolis men blev nekade tillstånd. Flera scener spelades som vanligt för Bondfilmerna in på Pinewood studios utanför London, England. Andra inspelningsplatser var Cortina d'Ampezzo i Italien (där olympiska vinterspelen hölls 1956) och Bahamas.
Under inspelningen av jakten i slädbanan skedde en olycka med dödlig utgång (den första allvarliga olyckan i Bondsammanhang sedan Man lever bara två gånger då en kameraman förlorade ett ben). En släde åkte ur banan och stuntmannen Paolo Rigon avled.. Flera av undervattensscenerna, särskilt de där skådespelarna Moore och Bouquet är i närbild, filmades i en studio. Genom att kombinera ljuseffekter, slow-motion, fläktar, och bubblor som lades till i efterproduktionen, gav man intrycket av att skådespelarna befann sig under vattnet. Bouquet sades ha en sjukdom som förhindrade att hon dök på riktigt.
Enligt en intervju med Roger Moore på DVD-utgåvan av filmen, var han tveksam till scenen där Bond sparkar bilen med Locque i över klippkanten. Skälet var att det "var likt Bond, men inte likt Roger Moores Bond". Michael G. Wilson bekräftade det och sa att han, Richard Maibaum och John Glen testade andra lösningar, men att alla till slut, inklusive Moore, bestämde sig för att filma scenen såsom den var skriven från början. I samma intervju sa Moore att han är höjdrädd, vilket gjorde scenerna där Bond klättrar upp för en klippa svåra. Moore antydde att han tvingades lugna sina nerver med små doser av alkohol för att klara av inspelningen av de scenerna.
När filmteamet skulle spela in slutscenen på klippan, protesterade de munkar som bodde i klostret genom att hänga ut kläder på berget. Huruvida munkarna eller samhället Meteora hade rätt att avgöra om EON skulle få spela in film där avgjordes till slut av Greklands högsta domstol, vilket är den första gången ett rättsfall om James Bond inte har med rättigheterna till böckerna att göra.
Det var stuntmannen Rick Sylvester, som medverkat i flera Bondfilmer tidigare, som utförde stuntet där Bond faller nerför klippan och stannas snabbt när repet spänns till det yttersta. Scenen var tvungen att förberedas noga, eftersom Sylvesters rygg annars skulle kunna brytas. Sylvester har senare sagt: "Därifrån [på inspelningsplats] kunde man se byns kyrkogård, och lådan [som skulle stoppa fallet] såg ut som en kista. Man behövde inte ha examen i engelska för att förstå kopplingen." Stuntet genomfördes dock utan problem.

## Efterproduktion
Filmen klipptes av John Grover som tidigare arbetat på klippavdelningen. Grover skulle senare återkomma som klippare för flera av Bondfilmerna. Förtexterna till filmen filmades av Maurice Binder som gjort förtexterna till samtliga officiella Bondfilmer. Den här skiljer sig dock i två avseenden från andra Bondfilmers förtexter: dels förekommer artisten som framför sången i förtexterna, dels är det här den första filmen där Ian Flemings namn flyttats från platsen ovanför titeln, till över texten "James Bond 007".

## Musik

### Sånger
Titelmelodin "For Your Eyes Only" skrevs av Bill Conti (musik) och Michael Leeson (text), och framfördes av Sheena Easton. Sången nominerades till både en Oscar och en Golden Globe 1982. Easton blev den hittills enda artist som medverkat i förtextsekvensen. Senare har dock Madonna medverkat som skådespelare i samma film hon gjorde titelmelodin till.
Från början var det tänkt att gruppen Blondie skulle skriva och framföra titelmelodin. Deborah Harry och Chris Stein skrev en sång med namnet For Your Eyes Only som de spelade in och skickade till producenterna. Producenterna tackade dock nej, eftersom de ville ha sången som Bill Conti hade skrivit. Blondie vägrade att spela in den och då frågade producenterna Sheena Easton att spela in Contis sång. Easton hade nyligen haft en hit med låten My Baby Takes the Morning Train och medverkade i TV-serien The Big Time där hon försökte få ett skivkontrakt. Blondie släppte dock sin sång på albumet The Hunter.
Sången släpptes som singel i juni 1981 och nådde som högst fjärdeplatsen på amerikanska Billboard-listan. Den andra sången som figurerar i filmen är "Make It Last All Night" med brittiska gruppen Rage.. Låten skrevs av Conti, Shelby Conti och Chris West.

### Soundtrack
Soundtracket skrevs inte som brukligt var av John Barry eftersom han inte kunde arbeta i Storbritannien av skatteskäl. Han hade flyttat utomlands under 1970-talet och föreslog Bill Conti som tänkbar ersättare. Conti var inte den förste ersättaren: redan för Leva och låta dö (1973) skrev George Martin musiken och till Älskade spion (1977) skrev Marvin Hamlisch musiken. Conti hade blivit känd 1976 när han skrev temat till filmen Rocky och senare flera av uppföljarna.
Musiken innehåller flera av de teman som Barry hade etablerat, och skidjaktstemat "Runaway" speglar motsvarande spår i I hennes majestäts hemliga tjänst och Älskade spion. Stilen var påverkad av det tidiga 1980-talets försvinnande disco-trend, strax innan "den andra brittiska invasionen" (med musik som blivit populär på MTV). Bland de instrument som förekommer i framträdande roller finns funkiga gitarrer, slagverk och Moog-syntar, och istället för att ha den berömda melodislingan i James Bond-temat på elgitarr använde Conti brass.

### Originalutgåvan
Ett album med delar av musiken gavs ut medan filmen gick på bio. Spåren på albumet presenterades inte i samma ordning som de förekommer i filmen, och stora delar av musiken gavs inte ut (omkring 35 minuter av ungefär en timmes material).
1. "For Your Eyes Only"
2. "A Drive In The Country"
3. "Take Me Home" (instrumental)
4. "Melina's Revenge"
5. "Gonzales Takes A Drive"
6. "St. Cyril's Monastery"
7. "Make It Last All Night"
8. "Runaway"
9. "Submarine"
10. "For Your Eyes Only" (instrumental)
11. "Cortina"
12. "The P.M. Gets The Bird / For Your Eyes Only - Reprise"

### Den utökade utgåvan
Efter att längre utgåvor funnits som bootleg på CD (tillsammans med efterföljaren Octopussy) under en längre period, gav skivförlaget Rykodisk ut en utökad version av soundtracket till Ur dödlig synvinkel år 2000. 7 spår tillkom, så att längden blev drygt 58 minuter.. Producenten till nyutgåvan, Chris Neel, noterade att spåren inte heller här är kronologiska, utan för att följa filmens handling bör avlyssnas i ordningen: 13, 1, 4, 7, 5, 2, 14, 11, 15, 8, 3, 16, 10, 9, 17, 18, 19, 6, 12. Webbsajten mi6-hq.com påpekar dock att en del av materialet fortfarande är outgivet, såsom en sekvens där Conti parodierar det berömda temat från filmen Hajen (musik: John Williams) i en av undervattenssekvenserna. Det här är den tredje Bondfilmen i rad som inkluderar musikaliska parodier (de två senaste hade musik från Lawrence av Arabien i Älskade spion respektive 7 vågade livet i Moonraker.
1. "For Your Eyes Only" – Sheena Easton
2. "A Drive in the Country"
3. "Take Me Home" – Flygelhorn-solo: Eddie Blair
4. "Melina's Revenge"
5. "Gonzales Takes a Dive"[20]
6. "St. Cyril's Monastery"
7. "Make It Last All Night" – Rage
8. "Runaway"
9. "Submarine"
10. "For Your Eyes Only (Instrumental)" – Flygelhorn-solo: Derek Watkins
11. "Cortina"
12. "The P.M. Gets the Bird/For Your Eyes Only – Reprise" – Sheena Easton
13. "Gunbarrel/Flowers for Teresa/Sinking the St. Georges"
14. "Unfinished Business/Bond Meets Kristatos"
15. "Ski...Shoot...Jump..."
16. "Goodbye, Countess/No Head for Heights/Dining Alone"
17. "Recovering the ATAC"
18. "Sub vs. Sub"
19. "Run Them Down/The Climb"

## Mottagande
Ur dödlig synvinkel hade världspremiär den 26 juni 1981. Öppningshelgen spelade den in 6.834.967 dollar. Därefter fick den premiär på olika platser runtom på jorden. Filmen hade svensk premiär 22 augusti 1981 på biograferna Rigoletto, Rival och Ri-tvåan i Stockholm. Sammanlagt spelade den in 54.812.802 i Storbritannien och 193,5 miljoner dollar internationellt, vilket täckte budgeten på 28 miljoner med råge. Eftersom filmbolaget United Artists haft svåra ekonomiska problem efter floppen med filmen Heaven's Gate blev det räddningen för företaget, som senare slog sig ihop med MGM.
Filmen fick alltifrån neutrala till positiva recensioner och sågs som en stor förbättring efter föregångaren Moonraker. Rotten Tomatoes ger filmen omdömet 69% "fräsh", baserat på omdömen från 36 professionella kritiker.. Andra stora bedömare har rangordnat filmen som den nionde bästa Bondfilmen (IGN), sjätte bästa Bondfilmen (MSN), elfte bästa (Entertainment Weekly) och författaren Raymond Benson, som senare skrivit nio Bondromaner, menar att det är Roger Moores bästa Bondfilm.
En punkt som filmen kritiserades för var originalaffischen (producerad av Bill Gold) som föreställer James Bond med en kvinna som står med särade ben och ett armborst i förgrunden. Fotot visar den nedre delen av hennes skinkor, vilket enligt uppgift berodde på att modellen bar bikinin bak-och-fram. Studion tvingades skapa flera versioner där hennes för tiden skandalösa nakenhet doldes av längre klädesplagg.. Många frågade sig därför vem modellen var. Senare har det visat sig vara modellen Joyce Bartle.

## Serieversion
Ur dödlig synvinkel blev adapterad 1981 till tecknad serie av Larry Hama och ritad av Howard Chaykin.